# Arco volcánico de las Antillas Menores

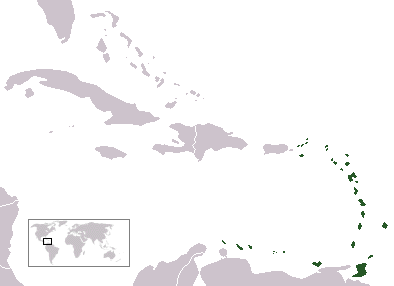
En verde, el arco volcánico de las Antillas Menores.

El arco volcánico de las Antillas Menores, (también llamado arco de fuego del Caribe, arco de fuego de las Antillas Menores o arco volcánico del Caribe) es una larga serie de volcanes activos y de islas volcánicas, que se extiende en arco de norte a sur desde el este de Puerto Rico hasta la costa de Venezuela. Es uno de los dos arcos de fuego de Centroamérica, siendo el restante el de Arco Volcánico Centroamericano.
En el arco volcánico de las Antillas Menores se observan actualmente unos 70 volcanes activos, algunos de ellos submarinos.

## Formación
Este arco volcánico marca el límite oriental del mar Caribe y consecuentemente el occidental del océano Atlántico. Se origina en la zona de contacto en la Placa del Atlántico y la Placa del Caribe. En ella, la primera se desliza por debajo de la segunda mediante el fenómeno tectónico conocido como subducción. La Placa del Caribe, a su vez, es empujada hacia la del Atlántico por la presión a la que la somete la Placa de Cocos, responsable de la formación de los volcanes continentales centroamericanos en el restante arco de fuego.

## Composición
El arco volcánico de las Antillas Menores incluye cinco grandes volcanes activos que han producido catastróficas erupciones en el pasado y son responsables de numerosos terremotos en la región.
Ellos son:
- Kick-´Em-Jenny (submarino, cerca de Granada).
- Montagne Pelée (Martinica).
- La Soufrière (Guadalupe).
- Soufrière Hills (Montserrat).
- Soufrière St. Vincent (San Vicente).